# مدال الأرز
مَدَّال الأرز (الاسم العلمي: Oryzorictes)، جنس حيوانات لبونة من فصيلة المداليات. موطنه مدغشقر. يحتوي على نوعان كتالي:
- مدال الأرز شبيه الخلد (Oryzorictes hova)

- مدال الأرز ذو الأصابع الأربع (Oryzorictes tetradactylus)